# Polska na Mistrzostwach Europy w Lekkoatletyce 1986
Polska na Mistrzostwach Europy w Lekkoatletyce 1986 – reprezentacja Polski podczas zawodów liczyła 34 zawodników, którym udało się zdobyć tylko jeden brązowy medal.

## Rezultaty

### Mężczyźni
- bieg na 100 metrów
  - Marian Woronin odpadł w eliminacjach (nie ukończył)
- bieg na 800 metrów
  - Ryszard Ostrowski zajął 5. miejsce
- maraton
  - Antoni Niemczak zajął 8. miejsce
  - Wiktor Sawicki zajął 12. miejsce
  - Jerzy Skarżyński zajął 15. miejsce
- bieg na 110 metrów przez płotki
  - Romuald Giegiel odpadł w eliminacjach
- bieg na 400 metrów przez płotki
  - Ryszard Szparak odpadł w eliminacjach
- bieg na 3000 metrów z przeszkodami
  - Henryk Jankowski zajął 12. miejsce
  - Bogusław Mamiński nie ukończył biegu finałowego
- chód na 20 kilometrów
  - Jan Kłos zajął 12. miejsce
- chód na 50 kilometrów
  - Grzegorz Ledzion zajął 12. miejsce
- skok wzwyż
  - Krzysztof Krawczyk zajął 5. miejsce
- skok w dal
  - Stanisław Jaskułka zajął 5. miejsce
  - Andrzej Klimaszewski zajął 11. miejsce
- trójskok
  - Jacek Pastusiński odpadł w kwalifikacjach
- pchnięcie kulą
  - Helmut Krieger zajął 9. miejsce
- rzut dyskiem
  - Dariusz Juzyszyn odpadł w kwalifikacjach
- rzut młotem
  - Henryk Królak odpadł w kwalifikacjach
- rzut oszczepem
  - Stanisław Górak zajął 12. miejsce

### Kobiety
- bieg na 100 metrów
  - Jolanta Janota odpadła w eliminacjach
- bieg na 200 metrów
  - Ewa Kasprzyk zajęła 5. miejsce
  - Jolanta Janota odpadła w półfinale
- bieg na 400 metrów
  - Marzena Wojdecka odpadła w półfinale
- maraton
  - Grażyna Mierzejewska zajęła 21. miejsce
  - Gabriela Górzyńska nie ukończyła
- bieg na 400 metrów przez płotki
  - Genowefa Błaszak zajęła 5. miejsce
- sztafeta 4 × 100 metrów
  - Joanna Smolarek, Urszula Jaros, Jolanta Janota i Ewa Kasprzyk zajęły 6. miejsce
- sztafeta 4 × 400 metrów
  - Ewa Kasprzyk, Marzena Wojdecka, Elżbieta Kapusta i Genowefa Błaszak zajęły 3. miejsce
- skok wzwyż
  - Danuta Bułkowska zajęła 7. miejsce
  - Elżbieta Trylińska nie zaliczyła pierwszej wysokości w finale
- skok w dal
  - Agata Karczmarek zajęła 11. miejsce
- rzut dyskiem
  - Renata Katewicz zajęła 8. miejsce
- rzut oszczepem
  - Genowefa Olejarz zajęła 5. miejsce
- siedmiobój
  - Małgorzata Nowak zajęła 6. miejsce